# Joseph Hahn
Joseph "Joe" Hahn, även kallad Mr. Hahn, född 15 mars 1977, är DJ för det amerikanska nu-metal/rapcore bandet Linkin Park. 

## Biografi
Hahn föddes i Dallas, Texas men är uppväxt i Glendale, Kalifornien och är av koreansk härkomst. Han gick i högskolan Hoover High School. Efter examen blev han intresserad av bildkonst, "visual arts", och började vid universitetet Art Center College of Design i Pasadena, Kalifornien, och blev snart vän med Mike Shinoda (numera vokalist/emcee i Linkin Park). Joes huvudämne var "illustration" men han hoppade av studierna för att ägna sig åt en karriär med specialeffekter i teve och tv-serier, såsom Arkiv X, "Dune" och "Sphere".
Joe Hahn blev DJ i Linkin Park (som då kallades för Xero) år 1996. Ända sen dess har han regisserat bandets musikvideor, med undantag för "One Step Closer", "Crawling" och "Faint". Han har även regisserat videor till Static-X, Story of the Year, Xzibit, X-ecutioners och Alkaline Trio.
Hahn har ett alter ego som heter Remy, och kan höras i början av låten "Cure For The Itch".